# Hedyosmum subintegrum
Hedyosmum subintegrum är en tvåhjärtbladig växtart som beskrevs av Ignatz Urban. Hedyosmum subintegrum ingår i släktet Hedyosmum och familjen Chloranthaceae. Inga underarter finns listade i Catalogue of Life.